# كيم مين ها
كيم مين ها (بالكورية: 김민하) هي ممثلة كورية جنوبية. ولدت يوم 1 سبتمبر 1995 في سول في كوريا الجنوبية.

## روابط خارجية
- كيم مين ها على موقع IMDb (الإنجليزية)
- كيم مين ها على موقع قاعدة بيانات الفيلم (الإنجليزية)